# Ишня (рабочий посёлок)

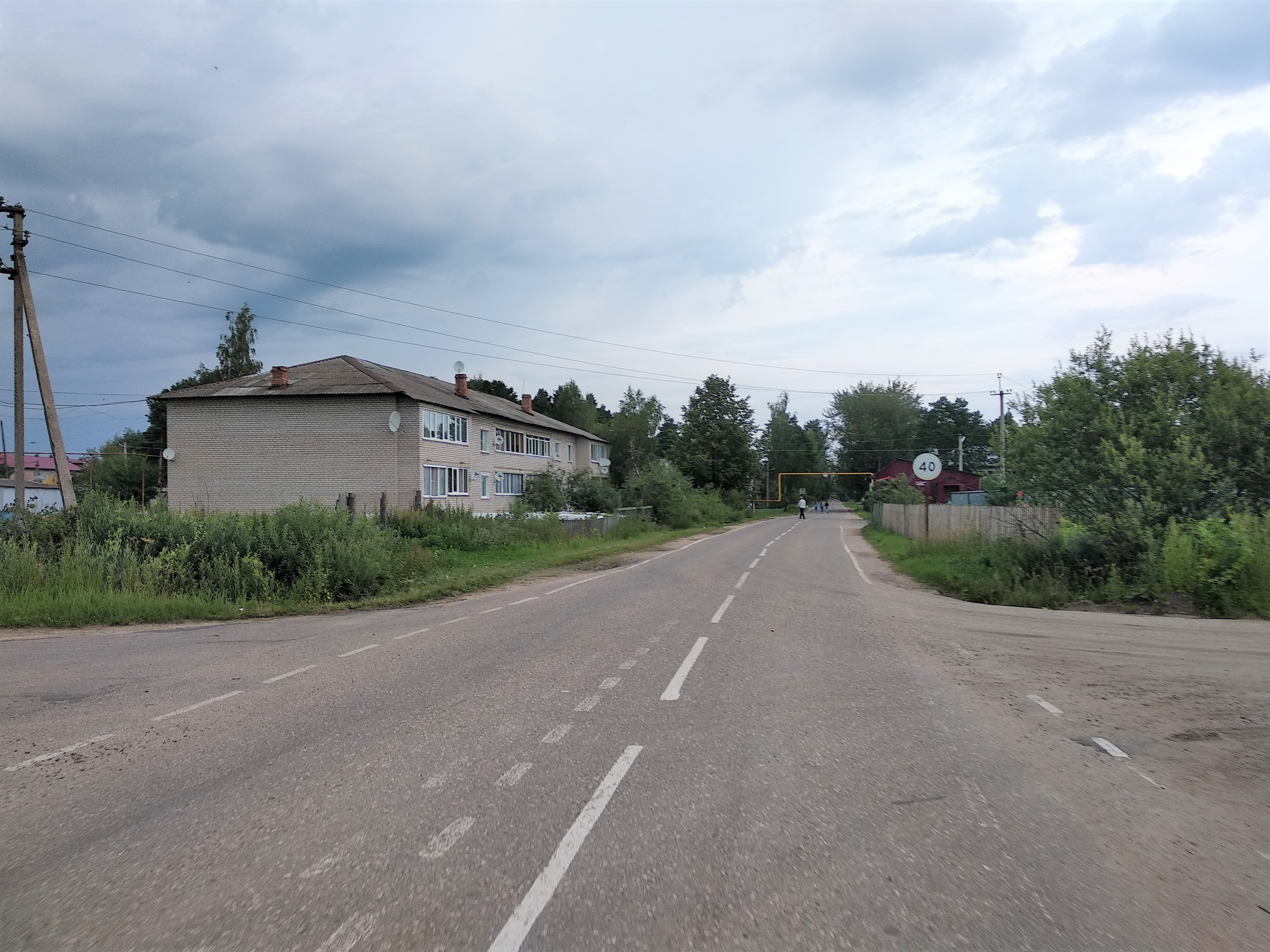
Перекресток ул. Мелиораторов и Фрунзенской

Ишня — рабочий посёлок в Ростовском районе Ярославской области России. Административный центр сельского поселения Ишня.
Население рабочего поселка на 1 января 2021 г. составляет 2733 чел.

## География
Расположен на реке Ишня в 2 км к западу от Ростова.

## История
В 1968 г. указом президиума ВС РСФСР поселок при Ростовской ремонтно-технической станции переименован в Ишня.

## Население
| 1989  | 2002  | 2007  | 2009  | 2010  | 2011  | 2012  |
| ----- | ----- | ----- | ----- | ----- | ----- | ----- |
| 3889  | ↘3368 | ↘3206 | ↘3189 | ↘3127 | ↘3100 | ↘3059 |
| 2013  | 2014  | 2015  | 2016  | 2017  | 2018  | 2019  |
| ↘3019 | ↘2981 | ↗2999 | ↘2960 | ↘2931 | ↘2903 | ↘2878 |
| 2020  | 2021  |       |       |       |       |       |
| ↘2811 | ↘2733 |       |       |       |       |       |

## Экономика

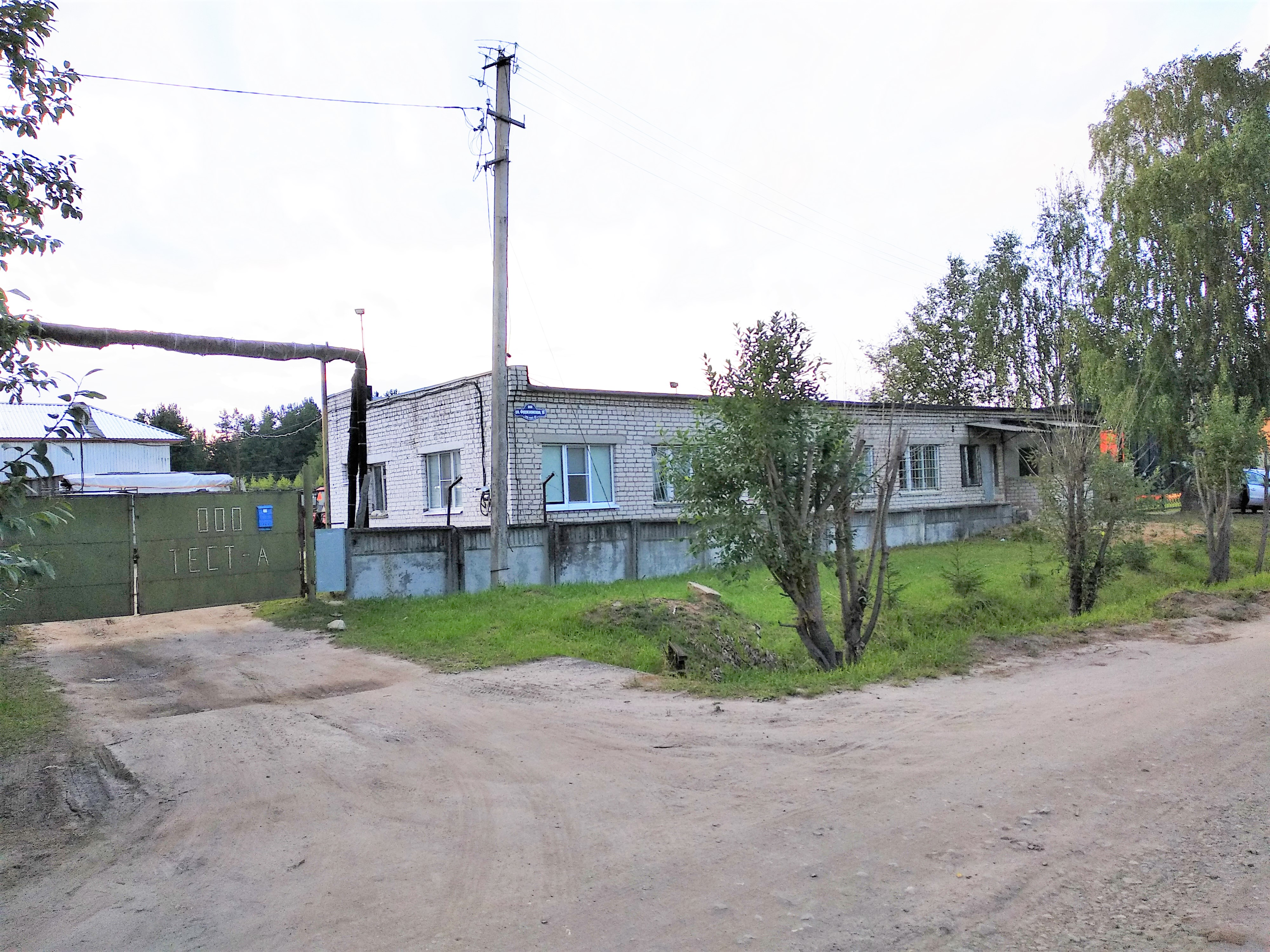
Здание управляющей компании Тест-А

В посёлке расположены следующие предприятия и организации:
- Ростовский завод керамических, огнеупорных и теплоизоляционных изделий (РЗКИ)[18].
- Центрстройсвет (ЦСВТ) — производство и реализация светодиодных светильников и систем подвесных потолков[19].
- Ростовагропромсервис (РАПС) — производство сельскохозяйственной техники, в основном косилок[20].
- Управляющая компания «Тест-А» — жилищно-коммунальное обслуживание домов на территории сельского поселения Ишня[21].

Сфера обслуживания представлена множеством магазинов, школой, детским садом, амбулаторией, парикмахерской, автосервисом, автомойкой, банкетным залом (кафе), отделениями почты, банка.

## Достопримечательности
Вблизи посёлка, у места пересечения федеральной автотрассы «Холмогоры» и реки Ишни, находится знаменитый памятник деревянного русского зодчества XVII века — церковь Иоанна Богослова на Ишне (1687 год).